# Chotpoti
El chotpoti (en bengalí: চটপটি) es un plato de comida callejera originario de la región de Bengala en la parte oriental del subcontinente indio. Es picante y de sabor agrio.
El plato consiste principalmente en papas, garbanzos y cebollas, que generalmente se cubre con chiles en cubitos adicionales o huevos cocidos rallados, que se sirven en una salsa a base de tamarindo. Suele ser condimentado con especias propias de la región, como coriandro, comino, hinojo, radhuni, comino negro, fenogreco, clavo de olor, granos de mostaza y pimienta negra, entre otros.
El chotpoti es popular en Bangladés y el estado indio de Bengala Occidental, siendo consumido como un plato común del día a día. También es incluido en las comidas tradicionales de algunos días festivos, como el Eid al-Fitr.